# Friedrich August von Leutsch
Friedrich August von Leutsch (* 28. Februar 1757 in Sangerhausen; † 3. Juli 1818 in Celle) war ein deutscher Jurist, sächsischer Diplomat und hannoverscher Gerichtsvizepräsident.

## Leben

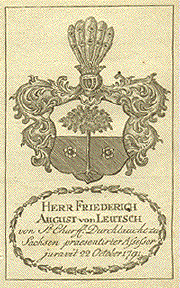
Wappen des Friedrich August von Leutsch (1791)

Friedrich August von Leutsch war Sohn des Kursächsischen Hauptmanns David Ernst von Leutsch und entstammte einer freiherrlichen Familie des sächsischen Uradels, die mit der Familie von Lindenau wappenverwandt war. Nach dem Studium an der Universität Wittenberg wurde er zunächst Hof und Regierungsrat bei der Regierung in Dresden, dann Advokat am Reichskammergericht in Wetzlar. Später war er als königlich sächsischer Geheimer Rat außerordentlicher Gesandter und bevollmächtigter Minister des Königreichs Sachsen erst beim Fürstentum Aschaffenburg, dann ab 1810 beim daraus entstandenen Großherzogtum Frankfurt unter Fürstprimas Karl Theodor von Dalberg in Frankfurt am Main bis zu dessen Aufhebung 1813. 1816 trat er in den Dienst des Königreichs Hannover und war bis zu seinem Tod Vizepräsident des Oberappellationsgerichts Celle.
Er war seit 1796 mit Caroline Christiane Hoffmann (1775–1820) verheiratet. Aus der Ehe stammten sieben Kinder: Friedrich Ernst (1797–1852), Königlich hannoverscher Justizrat; Karl Christian (1798–1882), Historiker und Autor; Auguste (1800–1806); Albert (1802–1867), Offizier; Ernst Ludewig (1808–1887), Altphilologe;  Otto Wilhelm (1811–1884), Offizier, und Auguste (1812–1817).